# Паліастомі (фільм)
«Паліастомі» — радянський кольоровий художній фільм 1963 року, знятий режисером Семеном Долідзе на кіностудії «Грузія-фільм».

## Сюжет
За оповіданням «Озеро Паліастомі» та повісті «Сімон» Е. Ніношвілі. Фільм про тяжке життя грузинських селян наприкінці ХІХ століття. В основі фільму доля селянина Івана та його сина Ніко.

## У ролях
- Серго Закаріадзе — Іване (дублював Костянтин Тиртов)
- М. Джибладзе — Ніко (дублював Євген Дубасов)
- Дудухана Церодзе — Ека (дублювала Світлана Коновалова)
- Нугзар Шарія — Датіко (дублював Фелікс Яворський)
- Мегі Цулукідзе — княжна (дублювала Ніна Нікітіна)
- Світлана Чачава — Цира
- Зейнаб Боцвадзе — Фаті (дублювала Раїса Куркіна)
- Вахтанг Нінуа — Кація (дублював Сергій Курилов)
- Варлам Цуладзе — Бесаріон
- Лазар Казаїшвілі — Алмасхан (дублював Василь Нещипленко)
- Гурам Сагарадзе — семінарист (дублював Лев Фричинський)
- Іраклій Учанейшвілі — офіцер
- Читолія Чхеїдзе — тітка Мамо

## Знімальна група
- Режисер — Семен Долідзе
- Сценарист — Семен Долідзе
- Оператор — Дудар Маргієв
- Композитор — Давид Торадзе
- Художник — Кахабер Хуцишвілі